# Tennistoernooi van Dubai 2021
Het tennistoernooi van Dubai van 2021 werd van zondag 7 tot en met zaterdag 20 maart 2021 gespeeld op de hardcourt-buitenbanen van het Aviation Club Tennis Centre in Dubai, de hoofdstad van het gelijknamige emiraat in de Verenigde Arabische Emiraten. De officiële naam van het toernooi was Duty Free Tennis Championships.
Het toernooi bestond uit twee delen:
- WTA-toernooi van Dubai 2021, het toernooi voor de vrouwen, van 7 tot en met 13 maart 2021
- ATP-toernooi van Dubai 2021, het toernooi voor de mannen, van 14 tot en met 20 maart 2021

| WTA               | maart 2021 | maart 2021 | maart 2021 | maart 2021 | maart 2021  | maart 2021   | maart 2021 |
| WTA               | zon 7      | maa 8      | din 9      | woe 10     | don 11      | vrĳ 12       | zat 13     |
| ----------------- | ---------- | ---------- | ---------- | ---------- | ----------- | ------------ | ---------- |
| vrouwenenkelspel  | 1e ronde   | 1e ronde   | 2e ronde   | 3e ronde   | kwartfinale | halve finale | finale     |
| vrouwendubbelspel | 1e ronde   | 1e ronde   | 1e ronde   | 2e ronde   | kwartfinale | halve finale | finale     |

| ATP              | maart 2021 | maart 2021 | maart 2021 | maart 2021 | maart 2021  | maart 2021   | maart 2021 |
| ATP              | zon 14     | maa 15     | din 16     | woe 17     | don 18      | vrĳ 19       | zat 20     |
| ---------------- | ---------- | ---------- | ---------- | ---------- | ----------- | ------------ | ---------- |
| mannenenkelspel  | 1e ronde   | 1e ronde   | 2e ronde   | 3e ronde   | kwartfinale | halve finale | finale     |
| mannendubbelspel | 1e ronde   | 1e ronde   | 1e ronde   | 2e ronde   | 2e ronde    | halve finale | finale     |

ATP-toernooi van Dubai – WTA-toernooi van Dubai

2001 · 2002 · 2003 · 2004 · 2005 · 2006 · 2007 · 2008 · 2009 · 2010 · 2011 · 2012 · 2013 · 2014 · 2015 · 2016 · 2017 · 2018 · 2019 · 2020 · 2021 · 2022 · 2023 · 2024 · 2025